# 澤田多実子
澤田多実子（さわだ たみこ、1985年 - ）は日本の財務官僚。

## 来歴
兵庫県に生まれ、神戸女学院中学部・高等学部を卒業。高校1年の時に緒方貞子の活躍を知ったことで国際公務員を目指していた。地元が関西ということや法律や政治以外のことも学びたいという理由で京都大学法学部に進学。大学時代はアルバイトでお金を貯め、海外旅行に行きまくっていたという。
2008年 京都大学法学部卒業。2010年 財務省に入省（主税局調査課）。最初は国際関係なら外務省と考えていたが、自国の様々な政策に関わるのが大事だと考え、財務省に入省した。2012年 仙台国税局調査査察部国税調査官。被災地が何を求めていて、どういう手を差し伸べるかを考えたかったため、仙台への赴任を希望した。2013年7月 金融庁総務企画局市場課市場調査第一係長心得。2014年7月 金融庁総務企画局市場課市場調査第一係長。2015年 シカゴ大学留学。2019年7月 大臣官房秘書課長補佐（人事企画）。

## 略歴
- 2010年4月：財務省に入省（主税局調査課）[2]。
- 2012年：仙台国税局調査査察部国税調査官 兼 国際通貨基金（IMF）世界銀行総会準備事務局。
- 2013年7月：金融庁総務企画局市場課市場調査第一係長心得[4]。
- 2014年7月：金融庁総務企画局市場課市場調査第一係長[5]。
- 2015年：留学（シカゴ大学）。
- 2017年：育児休暇。
- 2019年7月：大臣官房秘書課長補佐（人事企画）[6]。
- 2022年：マネーフォワードPublic Affairs Officer、一般社団法人Fintech協会 幹事 [7]